# Gornja Garešnica
Gornja Garešnica falu Horvátországban Belovár-Bilogora megyében. Közigazgatásilag Berekhez tartozik.

## Fekvése
Belovártól légvonalban 27, közúton 34 km-re délre, községközpontjától 13 km-re délre, a Monoszlói-hegység keleti lejtőin, a 26-os számú főút mentén, Šimljanik és Veliki Prokop között, a Garešnica-patak partján fekszik.

## Története
A középkorban ez a vidék Garics várának uradalmához tartozott. A vár 12. és a 16. század között kiterjedt uradalom központja volt. Eredetileg a zágrábi püspökségé volt, majd királyi vár, Ákos Mikcs szlavón báné, Pécsi Pálé, azután ismét a királyé, a 15. században Tallóci Matkóé, de közben volt királynéi birtok is. A vár alatt a középkorban jelentős mezőváros is volt, melyet „Garyguasarhel”, azaz Garicsvásárhely néven említenek. Ennek megléte már 1256-ban bizonyos volt, amikor a vár közelében garicsi vendégnépeket (hospites) említenek. Pavičić horvát történész Garicsvásárhelyt a mai Gornja Garešnica területére helyezi, mely valóban a vár közelében található. A zágrábi püspökség plébániáinak 1334-es leírásban megemlítik a település Szűz Mária tiszteletére szentelt („beate Virginis de Garig”) templomát is. 1501-ben „Ghristophorus plebanus de Guzygdnycza” formában említik a falu Kristóf nevű plébánosát. 1517-ben „Garyghnycza” alakban említik magát a plébániát is. A térséget 1544-ben Garics várának eleste után megszállta a török. A lakosság az ország biztonságosabb területeire menekült.
A mintegy száz évnyi török uralom után az elhagyatott területre a 17. századtól folyamatosan telepítették be a keresztény lakosságot. Az első telepesek 1650 körül az ország délnyugati részéről érkeztek. 1774-ben az első katonai felmérés térképén „Dorf Gorni Garesnica” néven szerepel. A Horvát határőrvidék részeként a Kőrösi ezredhez tartozott. Lipszky János 1808-ban Budán kiadott repertóriumában „Gornyi Garesnicza” néven találjuk.
Nagy Lajos 1829-ben kiadott művében „Garesnicza” néven 160 házzal, 819 katolikus és 4 ortodox vallású lakossal találjuk. A település 1809 és 1813 között francia uralom alatt állt.
A katonai közigazgatás megszüntetése után Magyar Királyságon belül Horvátország része, Belovár-Kőrös vármegye Garesnicai járásának része lett. A településnek 1857-ben 314, 1910-ben 427 lakosa volt. Lakói mezőgazdaságból, állattartásból éltek. 1918-ban az új szerb-horvát-szlovén állam, majd később Jugoszlávia része lett. 1941 és 1945 között a németbarát Független Horvát Államhoz, majd a háború után a szocialista Jugoszláviához tartozott. A háború után a fiatalok elvándorlása miatt lakossága folyamatosan csökkent. 1991-től a független Horvátország része. 1991-ben teljes lakossága horvát nemzetiségű volt. A délszláv háború idején mindvégig horvát kézen maradt. 2011-ben a településnek 157 lakosa volt.

## Lakossága
| Lakosság változása | Lakosság változása | Lakosság változása | Lakosság változása | Lakosság változása | Lakosság változása | Lakosság változása | Lakosság változása | Lakosság változása | Lakosság változása | Lakosság változása | Lakosság változása | Lakosság változása | Lakosság változása | Lakosság változása | Lakosság változása |
| ------------------ | ------------------ | ------------------ | ------------------ | ------------------ | ------------------ | ------------------ | ------------------ | ------------------ | ------------------ | ------------------ | ------------------ | ------------------ | ------------------ | ------------------ | ------------------ |
| 1857               | 1869               | 1880               | 1890               | 1900               | 1910               | 1921               | 1931               | 1948               | 1953               | 1961               | 1971               | 1981               | 1991               | 2001               | 2011               |
| 314                | 320                | 254                | 316                | 372                | 427                | 451                | 712                | 424                | 401                | 392                | 302                | 246                | 221                | 175                | 157                |

## Nevezetességei
Szent Valentin tiszteletére szentelt kápolnája.